# Reizo Fukuhara
Reizo Fukuhara (福原 黎三, Fukuhara Reizo), né le 2 avril 1931 à Higashihiroshima au Japon et décédé le 27 février 1970, est un footballeur japonais.